# Mônica Teixeira (jornalista)
Mônica Teixeira (Presidente Prudente, 5 de março de 1971) é uma jornalista, repórter e apresentadora de televisão brasileira. 
Natural de Presidente Prudente, a jornalista é filha do falecido Marcio Antonio Teixeira, que foi diretor da Faculdade de Ciência e Tecnologia da UNESP em Presidente Prudente, tendo sido um ator importante e o primeiro a se alinhar ao Processo Democrático por eleições diretas para reitor e diretores das Unidades Regionais.
Formada pela Universidade de São Paulo, Mônica estreou na TV como repórter do Programa Livre, apresentado por Serginho Groisman no SBT. Também foi apresentadora do SBT Repórter. Posteriormente, migrou para a TV Cultura, quando integrou as equipes do Vitrine, do Metrópolis e do Repórter Eco.
Em 2000, Mônica foi repórter da RBS TV Porto Alegre de 2000 a 2003, tendo chegado à função de apresentadora do RBS Notícias em 2003, ocupando tal espaço até 2005, quando acompanhou o marido em mudança para o Rio de Janeiro, tornando-se repórter da TV Globo no Rio de Janeiro.
Desde 2020, no auge da pandemia de COVID-19, Mônica passou a integrar o elenco de apresentadores eventuais do Jornal Nacional, visto que os idosos e as pessoas com comorbidades estavam inclusos no grupo de risco, e não seria recomendável o deslocamento de apresentadores de outras cidades para cobrir as folgas de William Bonner e Renata Vasconcellos. Durante este período, também comandou o RJTV 2ª Edição por quatro meses, em função da titular do programa ter tido câncer em 2016 e ser mais vulnerável à doença.